# Aspasie (Genève)
Pour les articles homonymes, voir Aspasie (homonymie).
Aspasie est une association suisse de défense des prostituées qui se définit comme suit : « association de lutte contre la discrimination et l’exclusion, pour la dignité des personnes travaillant dans le marché du sexe ».

## Histoire
Aspasie est fondée en 1982 à Genève sous l'impulsion de travailleuses du sexe (dont Grisélidis Réal) et de travailleuses sociales. Le nom de l'association fait référence à Aspasie, une célèbre courtisane et compagne de Périclès en Grèce antique dans la seconde moitié du Ve siècle av. J.-C.
En 1998, des divergences internes entre deux figures marquantes d'Aspasie provoquent une scission. D'un côté, Nicole Castioni, auteur du Soleil au bout de la nuit, est élue à la présidence de l'association. Son livre décrit ses expériences comme prostituée (et toxicomane) à Paris qu'elle a vécues comme exploitation. D'un autre côté, Grisélidis Réal qui s’engage depuis longtemps avec quelques collègues pour une reconnaissance de la prostitution comme « activité
humaniste, médicale et psychologique », ne soutient pas les propos « dégradants » de Mme Castioni, et défend « celles qui assument leur métier et ne se considèrent pas du tout comme des marchandises ».
Mme Réal quitte Aspasie participe à la fondation d'une nouvelle association nommée Astarté, en l'honneur de la déesse phénicienne de la fécondité. Contrairement au comité d'Aspasie, majoritairement composé de travailleuses sociales, le mouvement Astarté est composé de dix personnes prostituées (huit femmes et deux hommes). Ce conflit est représentatif de ce qui se passe à l'intérieur de ceux qui militent dans les milieux de la prostitution.
- D'un côté Aspasie, financée par l'État, et qui est une association au fonctionnement institutionnel tenue surtout par des travailleuses sociales et qui veut représenter, « soutenir, accompagner, conseiller et prévenir ces multiples facettes de la prostitution ».
- D'un autre côté Astarté - libre, apolitique et culturel - qui ne parle pas de prévention mais de reconnaissance et qui s’engage pour une perception de la prostitution comme toute autre activité qui permet d’avoir des loisirs, surtout culturels. Les membres d'Astarté, comme Grisélidis Réal, sont prêtes à défendre leur dignité en tant que prostituées.

Le choix d’une sociologue lausannoise, Marie-Jo Glardon, à la présidence d’Aspasie en avril 1999 a quelque peu apaisé ce conflit. Grisélidis Réal se réinscrit à Aspasie et accepta de nouveau un siège au comité.

## Activités
Aspasie est active auprès des trois groupes de la prostitution : les professionnelles établies, les migrantes et les toxicomanes. Les activités de l'association sont visibles à travers les actions suivantes :
- Aspasie prévention migrantes : Interventions, dans les cabarets, les bars, les salons et autres lieux par une équipe pluridisciplinaire composée d’une assistante sociale, d’une infirmière et de médiatrices culturelles.
- Travail de rue : Contacts sur les différents lieux dans les quartiers chauds, effectués par l'équipe des permanentes d'Aspasie.
- Boulevards : Boulevards est une action de prévention et de réduction de risques liés à la pratique de la prostitution et à la consommation de drogues. En 1996, l'équipe du Groupe sida Genève (GSG) et Aspasie décident d’unir leurs compétences et mettent en place le bus "Boulevards". Le bus "Boulevards" est un espace d'accueil s’adressant à toutes personnes qui se prostituent. Il propose informations et prévention ainsi que du matériel (préservatifs, lubrifiants, lingettes intimes) avec un programme d’échange de seringues pour les consommatrices de drogues.
- MSW - Male Sex Work : C'est une antenne d'information et de soutien pour les travailleurs du sexe. Le service Male Sex Work (Genève), projet de l’association Aspasie (Genève), réalisé avec le soutien de l’Aide Suisse contre le Sida, offre conseils gratuits et documentation.
- Don Juan : Partant d'une initiative de l’Aide Suisse contre le Sida, le projet Don Juan s’adresse aux clients des prostituées de rue. L'équipe Boulevards a participé à la mise en place de ce projet. Il s'agit d'une action ponctuelle, développée en collaboration avec l’Aide Suisse contre le Sida, le Groupe sida Genève et Fleur de Pavé/Lausanne.
- Soutien et Accompagnement : Le soutien psychologique et/ou social est réalisé au travers d’entretiens individuels et/ou de groupes. L’accompagnement permet d’assurer le lien avec d’autres instances administratives (déclaration de revenus, etc.), sociales, juridiques et de la santé.
- Permis L : Aspasie soutient et conseille les artistes de cabarets (permis L) dans leurs démarches administratives, et dans la défense de leurs droits au travail.
- Exercer à Genève : Guide à l’attention des travailleur.ses du sexe.